# Afrikanizovaná včela

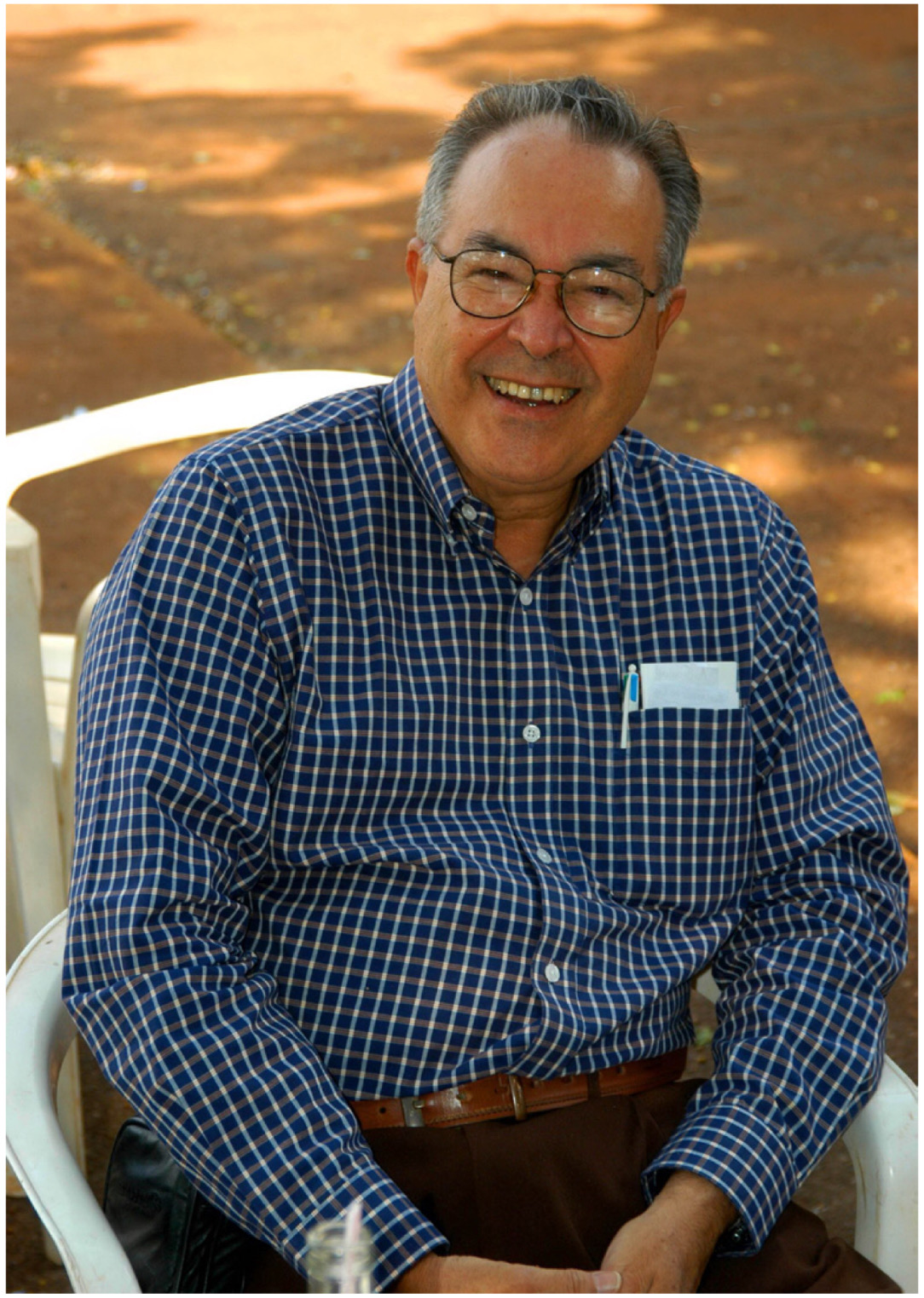
Warwick Estevam Kerr a jeho tým je zodpovědný za zavlečení afrikanizované včely na západní polokouli

Afrikanizovaná včela (angl. Africanized honey bee (AHB), hovorově "zabijácká včela") je kříženec včely medonosné (Apis mellifera), vzniklá křížením včely medonosné středoafrické  (A. m. scutellata) s různými evropskými poddruhy včely medonosné, jako je vlašská včela (A. m. ligustica) a včela iberská (A. m. iberiensis).
Středoafrická včela byla poprvé dovezena do Brazílie v roce 1956 ve snaze zvýšit produkci medu, ale 26 rojů v roce 1957 uniklo z karantény. Od té doby se nekontrolovaně rozšířila po celé Jižní Americe a do Severní Ameriky dorazila v roce 1985. Ve Spojených státech byla objevena v roce 1990.
Středoafrické včely jsou obvykle mnohem agresivnější, reagují na vyrušení rychleji a pronásledují vnímanou hrozbu dále (zaznamenáno 400 metrů) než jiné druhy včel. Zabily asi 1 000 lidí, přičemž oběti dostaly 10krát více žihadel než od evropských včel. Bylo zaznamenáno i zabiti koně a jiných zvířat.
Vyhlídka zabijáckých včel přicházející do Spojených států vyvolala koncem 70. let mediální senzaci, inspirovala několik hororových filmů.

Nezvládnutý experiment s křížením různých poddruhů včel medonosných rozpoutal debatu o soudnosti lidí, kteří genetický zasahují a mění celé ekosystémy. Afrikazovaná včela se stala dominantním typem pro včelařství ve Střední a Jižní Americe.

## Historie
Afrikanizované včely na západní polokouli pocházejí ze včelnice biologa Warwicka Estevam Kerra, který křížil včely medonosné z Evropy a středoafrické. Kerr se pokoušel vyšlechtit kmen včel, které by v tropických podmínkách Brazílie produkovaly více medu než evropské kmeny včel, které se tehdy používaly v Severní, Střední a Jižní Americe. 
Včelnice obsahující tento konkrétní africký poddruh včel byla umístěna poblíž Rio Claro, São Paulo, na jihovýchodě Brazílie. Včely byly charakteristické svou útočností. Úly byly vybaveny speciálními mřížkami (tzv. mateří mřížkou), aby se zabránilo větším včelím matkám a trubcům dostat se ven a pářit se s místní populací včel. Podle Kerra v říjnu 1957, hostující včelař, který si všiml, že mřížky omezují i průchod včelích dělnic, je odstranil, což vedlo k náhodnému vypuštění 26 rojů africký včel (A. m. scutellata). Po tomto incidentu se africké včely rozšířily a křížily s místními evropskými včelami. 
Další generace včel těchto rojů se od té doby rozšířily po celé Americe, v 70. letech se pohybovaly povodím Amazonky, v roce 1982 se rozšířily do Střední Ameriky a v roce 1985 dosáhly Mexika. Protože jejich pohyb byl rychlý a do značné míry bez pomoci lidí, afrikanizované včely se staly invazním druhem. První afrikanizované včely medonosné v USA byly objeveny v roce 1985 na ropném poli v San Joaquin Valley v Kalifornii. 

## Charakteristika
Ačkoli afrikanizované včely vykazují značné nežádoucí rysy, které je činí nevhodnými pro komerční včelařství, především nadměrnou útočnost a rojivost, staly se nyní dominantním typem včely medonosné pro včelařství ve Střední a Jižní Americe, díky své genetické dominanci a schopnosti porazit své evropské protějšky, přičemž někteří včelaři tvrdí, že jsou vynikajícími producenty medu a opylovači.
Rozdíly od jiných evropských druhů včel:
- Mají tendenci se častěji rojit a doletět dále.
- S vyšší pravděpodobnosti migrují, jako reakci na sníženou sezónní nabídku pastvy.
- S vyšší pravděpodobnosti „utečou“ – celé včelstvo opustí úl a přemístí se (v reakci na stres).
- Mají větší obranyschopnost.
- Žijí častěji v zemních dutinách.
- Hlídají si úl agresivněji, ve větším okruhu kolem stanoviště.
- Mají v úlu větší počet "strážkyň“.
- Útočí ve větším počtu a pronásledují vnímanou hrozbu na mnohem delší vzdálenosti od úlu.
- Nedokážou přežít dlouhé bezsnůškové období, což brání zavlečení do oblastí s tuhými zimami, nebo extrémně suchým pozdním létem.

## Situace v Evropě a České republice
V Evropě ani v České republice se obecně afrikanizované včely (někdy nazývané “zabijácké včely”) nevyskytují. 